# Шараи, Тибор
Шараи Тибор (10 мая 1919, Будапешт — неизвестно) — венгерский композитор и музыкально-общественный деятель. Член Венгерской социалистической рабочей партии с 1947 года.

## Биография
В 1938—42 брал уроки по композиции у П. Кадоши. В 1942 окончил Высшую музыкальную школу им. Ф. Листа по классу скрипки. В 1949—50 руководитель музыкального отдела Министерства просвещения, с 1950 — Венгерского радио, с 1953 преподаватель Музыкального училища им. Б. Бартока, в 1959—80 профессор Высшей музыкальной школы им. Ф.Листа (сольфеджио, теория музыки). 1-й секретарь Союза венгерских музыкантов (1959—1978). Член международного музыкального совета (1971—78; до 1977 член его исполнительного комитета).

## Творчество

### Книги
- Шараи является автором книги «История чешской музыки» написанной в 1959 году.

### Балет
- Витязь Янош (1957)

### Оратории
- Вариации на тему о мире (1964)
- Песнь с вопросом к будущему (1971)
- Христос или Баррабас (1977)

### Контанта
- De profundis (1968)[4]

## Награды
- Премия им. Эркеля (1959)
- Премия им. Кошута (1975)[4]